# 张毕来
张毕来（1914年—1991年12月5日），原名张启权，又名张一之，贵州炉山人，中华人民共和国作家、学者，曾任中国民主同盟中央委员会常务委员，第四、五届全国政协委员，第六、七届全国政协常务委员。